# La Bruna
La Bruna è una frazione del comune di Perugia (PG), confinante con il comune di Umbertide (PG). La Bruna è lambita dal Tevere ed è attraversata da un fosso senza un esatto nome. Solitamente in Novembre il Tevere esonda e invade la parte antica del paese. Sul colle nei pressi della Bruna si trova il castello di Castiglione Ugolino.

## Società

### Evoluzione demografica
Abitanti 2001 : 175
Abitanti 2011 : 300
Abitanti 2020 : 188
1. ↑   Classificazione sismica (XLS), su rischi.protezionecivile.gov.it.